# Esporte do Ceará
O esporte no Ceará tem muito apoio estatal. Vários clubes e entidades reguladoras como federações e associações esportivas surgiram por intervenção direta de governos municipais ou estadual. A entidade promotora de atividade esportiva mais antiga do estado é o Derby Clube Sobralense que foi fundado em 1871. Atualmente o esporte mais popular é o futebol. Em 10 de Dezembro de 1973 é fundada a Federação dos clubes do estado do Ceará .
No estado são praticadas quase todas as modalidades de esportes olímpicos. Recentemente foram criadas federações de esportes pouco populares como o pentatlo moderno, badminton e ginástica. Outros esportes populares que renderam bons atletas foram o vôlei de praia com os atletas Franco Neto, Shelda Bede e Márcio Araújo. No tênis de mesa o atleta Thiago Monteiro (mesa-tenista) é o atual campeão brasileiro e pan-americano.

## Modalidades

### Atletismo
A Federação Cearense de Atletismo fundada em 18 de Abril de 1972, o primeiro grande destaque na história recente do atletismo cearense ocorreu em 1995 quando foi realizado em Fortaleza o 44º Jogos Universitários Brasileiros. Nesta ocasião foi construída uma estrutura atlética que conferiu a Universidade Federal do Ceará uma pista de atletismo com piso sintético de padrão internacional. Ainda na década de 1990 foram construídos quatro vilas olímpicas que além da estrutura esportiva com pistas com piso de saibro, mantinha estrutura complementar para prática de várias atividades.
Na década de 2000 o atletismo ganhou um impulso considerável no Ceará devido aos investimentos realizados pela Universidade de Fortaleza na construção de um estádio de atletismo de padrão internacional, o que condicionou a realização de um GP de Atletismo anualmente desde 2005 realiza o evento com a Confederação Brasileira de Atletismo e a Federação Cearense de Atletismo. Em 2008 o esforço da Unifor foi coroado com a criação do Centro Nacional de Treinamento de Atletismo Unifor/CAIXA que formará atletas de alto desempenho na estrutura da universidade.

### Automobilismo
A Federação Cearense de Automobilismo foi criada em 1965 e regulava e promovia provas de rua antes da construção do autódromo em 1969 sendo primeiro estado do Nordeste a ter um pista de automobilismo com a construção do Autódromo Internacional Virgílio Távora em 1969.
A entidade também regula e promove atividades de kart sendo o Kartódromo Internacional Júlio Ventura, no Eusébio a principal praça do kart no Ceará. Existem outras pistas de kart pelo interior do Ceará em Iguatu e Sobral e outras em Fortaleza.
Em 1979 o Internacional Virgílio Távora  abrigou uma das etapas da primeira temporada da Stock Car Brasil, atualmente abriga provas de várias categorias nacionais e locais tais como Fórmula Truck, Pick-up Racing, Fórmula 3 e CTM2000. O motociclismo tem seu espaço em várias modalidades, mas as categorias de rali são as mais populares, inclusive no automobilismo com o Rally dos Sertões.

### Basquete
O basquete no Ceará é realizado pela Federação Cearense de Basketball filiada a Confederação Brasileira de Basketball em 11 de junho de 1938 pelas equipes dos Bombeiro Esporte Clube , Náutico Atlético Cearense. Policia Militar Esporte Clube, Cavalaria Esporte Clube, Agapito dos Santos Football Clube, Colégio Cearense Esporte Clube, Liceu do Ceará Esporte Clube e Instituto São Luiz Esporte Clube  , seu principal evento é o Campeonato Cearense de Basquete.

### Boxe
O boxe foi muito popular no estado durante as primeiras décadas do século XX. tendo a a Federação Cearense de Pugilismo sendo fundada em 11 de maio de 1955 .

### Ciclismo
A entidade que organiza o ciclismo no estado do Ceará é a Federação Cearense de Ciclismo que foi fundada em 25 de abril de 1980

### Culturismo
A Federação Cearense de Culturismo foi fundada em 14 de setembro de 1984 

### Esportes de praia e aventura
Por ter um extenso litoral o Ceará também tem destaques em esportes náuticos e ligados ao litoral como o futebol de praia, kitesurf, windsurf, wakeboard, sandboard e surfe, sendo Tita Tavares uma das maiores surfistas do Brasil.
O triatlo e mergulho também são atividades com boa organização e desenvolvimento no estado. Outros esportes de aventura praticados no Ceará são o Paraquedismo, orientação e voo livre onde Quixadá é considerado um dos melhores lugares do mundo para a prática do esporte.

### Futebol
O futebol surgiu no Ceará por meio de José Silveira que no começo do século XX trouxe bolas de futebol da Europa e começou a desenvolver a prática do esporte em Fortaleza. A Federação Cearense de Futebol surgiu em 1920 e passou a regular o "esporte" que teve seu primeiro campeonato neste mesmo ano.
O Estádio Castelão é um dos maiores do Brasil e abriga os principais jogos do Campeonato Cearense de Futebol. Os principais clubes do estado são Fortaleza Esporte Clube, Ceará Sporting Club, Ferroviário Atlético Clube, Associação Desportiva Recreativa Cultural Icasa, Guarany Sporting Club e Guarani Esporte Clube.

### Futebol de Salão
A Federação Cearense de Futebol de Salão    fundada em 27 de janeiro de 1956 pelos clubes: América Foot-ball Club, Calouros do Ar Futebol Clube. Ceará Sporting Club, Jabaquara Atlético Club, Praia Clube, Riachuelo Atlético Clube e Vargas Filho Atlético Clube e 24 de Maio Atlético Clube, o estado foi destaque durante o início Taça Brasil de Futsal com o time Sumov. O estado ainda é sede da Confederação Brasileira de Futebol de Salão.

### Handebol
No Handebol o estado tendo como destaque a equipe do Fortaleza Esporte Clube na categoria feminino que conseguiu um heptacampeonato estadual (2013, 2014, 2015, 2016, 2017, 2018 e 2019) Liga Nordeste Adulto masculino em 2010 e 2011 e no feminino em 2001 e 2015 e Brasileiro da 1ª divisão no ano de 2004 masculino e 2001 no feminino

### Hipismo e turfe
O turfe é o esporte organizado mais antigo do Ceará e junto com o hipismo ainda é bastante popular, notadamente em Fortaleza e Sobral, cidades com grande tradição em corridas de cavalo. A Federação Equestre do Ceará é o órgão organizador das atividades hípicas no estado.
Sobral tem um dos clubes de turfe mais antigo do Brasil, o Derby Clube Sobralense fundado em 1893 mas que tem origem na agremiação de 1871. O Jockey Club Cearense é outra tradicional instituição cearense que passa por reformulação de sua estrutura.

### Jogos de Tabuleiro
A Federação Cearense do Jogo de Damas foi fundada em 10 de outubro de 1976 
Federação Cearense de Xadrez foi fundada em 15 de agosto de 1949 pelos Círculos Enxadrísticos do Clube dos Diários, Ideal Clube, Clube Iracema, Maguari Esporte Clube, Ceará Country Club, Náutico Atlético Cearense e Associação Atlética Banco do Brasil "Secção do Ceará.

### Judô
O judô tema a Federação Cearense de Judô que foi fundada em 19 de outubro de 1969 
Federação Cearense de Judô foi fundada em 19 de outubro de 1969  organiza as competições da modalidade.

### Karatê
O karatê é regido pela Federação Cearense de Karaté  foi fundada em 12 de dezembro de 1983, já a Federação Cearense de Karatê-Dó Tradicional foi fundada em 26 de dezembro de 1987  filiada a Confederação Brasileira de Pugilismo.

### Lutas e artes marciais
Atualmente outras lutas são mais populares, destacando-se o vale-tudo, capoeira e taekwondo. Outras modalidades existentes são o aikido, hapkido, jiu-Jitsu, kung fu, luta de braço, wrestling e wushu.

### Pará-Quedismo
Federação Cearense de Pára-Quedismo  foi fundada em 10 de março de 1983 tendo como fundadores Aéro Clube do Ceará, Pára Clube Caracará, Pára Clube do Ceará e posteriormente demais associações.

### Pesca e Desporto Subaquáticos
A Federação Cearense de Pesca e Desporto Subaquáticos foi fundada em 16 de maio de 1985  é a entidade que regulamenta as competições no estado.

### Sueca
o Esporte Sueca é regido pela Federação Cearense de Sueca foi fundada em 3 de fevereiro de 1940 pelas equipes do Fortaleza Sueca Clube, Ferroviário Sueca Clube, Ceará Sueca Clube, Maguari Sueca Clube, Ancora Sueca Clube, Flamengo Sueca Clube, Vasco da Gama Sueca Clube, River Sueca Clube, Tramway Sueca Clube, Penarol Sueca Clube, Paissandú sueca Clube e América Sueca Clube

### Tênis e Tênis de mesa
A Federação Cearense de Tennis   foi fundada em 17 de novembro de 1948 pelo clubes: Maguari Esporte Clube, Ideal Clube, Ceará Country Club e Náutico Atlético Cearense organizadora da competições no estado. Já a Federação Cearense de Tenis de mesa  foi fundada em 5 de outubro de 1978 por Náutico Atlético Cearense, Associação Atletica Banco do Brasil, Clube de Regatas Barra do Ceará, Iate Clube de Fortaleza, Clube Diários-Iracema e Clube Recreativo Tiradentes organizadora das competições da modalidade no estado.

### Tiro Esportivo
Federação Cearense de Tiro Pratico  fundada em 23 de fevereiro de 1995 pelo Clube Esportivo do tiro Prático e pelo Clube do Tiro Prático Magnum 44, o tiro esportivo é bem organizado com vários clubes e atletas praticantes.

### Vaquejada
No Ceará é muito popular a vaquejada sendo um dos esportes mais antigos remontando ao final do século XVIII, no tempo das charqueadas. A vaquejada organizada mais antiga do estado ocorre desde 1945 em Itapebussu, Maranguape. São realizadas anualmente mais de cem eventos.

### Volei
Federação Cearense de Volley-Ball  foi fundada em 11 de fevereiro de 1955 para disfundir e representar a modalidade tanto no estado como fora pelas seguintes agremiações:
- Náutico Atlético Cearense
- Maguari Esporte Clube
- Clube dos Diários
- Clube Líbano Brasileiro
- Fênix Caixeiral
- Jabaquara Atlético Clube
- Calouros do Ar Esporte Clube
- Ícaro Clube de Fortaleza
- Vargas Filho Atlético Clube
- Antônio Bezerra Esporte Clube.

Atualmente que organiza a modalidade é  Federação de Vôlei do Estado do Ceará (FEVECE)que surgiu em 2013, para substituir a antiga Federação Cearense de Vôlei (FVC). Atualmente a FEVECE é filiada a Confederação Brasileira de Voleibol. Realiza várias competições e campeonatos no Ceará, eles o Campeonato Cearense de Voleibol e a "Campeonato Cearense de Voleibol de Praia". Além dos campeonatos, carrega para si a responsabilidade de promover o vôlei de quadra e praia por todo estado do Ceará. Promove eventos como o "Viva Vôlei" e patrocina projetos sociais como "Rede Master".

#### Equipes filiadas
- BNB Clube de Fortaleza
- Clube Do Vôlei Multisports
- PVB Beberibe
- Instituto de Cultura, Arte, Ciência e Esporte
- Universidade Paulista/Fortaleza
- Universidade de Fortaleza
- Universidade Federal do Ceará
- Universidade Ateneu
- Colégio Antares
- Colégio Ágape
- Colégio Batista Santos Dummont
- Associação Atlética Banco Do Brasil
- IDJ JAGUARIBE

### Universitários
Nos primórdios os jogos eram organizados pela Federação Acadêmica de Desportos do Ceará  que foi fundada em 6 de abril de 1940 constituídas pelas Associações Atléticas Acadêmicas e outros filiados e sendo oficializada em 15 de setembro de 1941. posteriormente denominada de Federação Universitária Cearense de Esportes - FUCE . é a entidade que regula o esporte universitário no Ceará  com sede na cidade de Fortaleza sendo filiada a Confederação Brasileira do Desporto Universitário sendo responsável pela organização dos eventos esportivos entras as diversas entidades universitárias, os  os Jogos Universitários Cearenses - Juc´s o evento máximo e também a Liga Cearense do Desporto Universitário - LCDU.  Seu atual presidente é Jean Pierre Dummar.
Os Jogos Universitários Cearenses de Praia tem as modalidades de beach soccer, beach hand, futevôlei, vôlei de praia e futevôlei. Dentro do Juc´s também são realizados a avaliação de trabalhos acadêmicos.

## Lista de entidades reguladoras de esporte
| Nome             | Fundação   | Competição principal            | Observações  |
| ---------------- | ---------- | ------------------------------- | ------------ |
| Atletismo        | 1972       |                                 | olímpico     |
| Basquete         | 1938       | Campeonato Cearense de Basquete | olímpico     |
| Futebol          | 1920       | Campeonato Cearense de Futebol  | olímpico     |
| Futsal           | 1956       | Campeonato Cearense de Futsal   | olímpico     |
| Handebol         | 1974       | Campeonato Cearense de Handebol | olímpico     |
| Hipismo          | 17/12/1993 | Campeonato Cearense de Hipismo  | olímpico     |
| Pentatlo Moderno | 2006       |                                 | olímpico     |
| Tênis            | 1948       |                                 | olímpico     |
| Voleibol         | 1955       | Campeonato Cearense de Voleibol | olímpico     |
| Aikido           | 1991       |                                 | não olímpico |
| Montanhismo      | 2008       |                                 | não olímpico |
| Motociclismo     | 1996       |                                 | não olímpico |

## Construções esportivas

### Centro de Formação Olímpica do Nordeste
O Centro de Formação Olímpica do Nordeste conhecido por sua sigla CFO é um complexo esportivo brasileiro localizado na cidade de Fortaleza, no Ceará. Anexo à Arena Castelão, forma o maior conjunto de instalações esportivas do país, com 313 000 m². Inaugurado em 2014, faz parte da Rede Nacional do Ministério do Esporte, concebida como legado dos Jogos Olímpicos de 2016, e dedica-se à formação a partir de três eixos: esporte educacional, esporte participativo e esporte de alto rendimento.

### Aécio de Borba
O Aécio de Borba é um ginásio localizado na cidade de Fortaleza, Ceará, utilizado principalmente para a prática do futsal. Seu nome é uma homenagem a Aécio de Borba Vasconcelos, o cearense presidente da Confederação Brasileira de Futebol de Salão desde sua fundação, em 1979.

### Ginásio Paulo Sarasate
O Ginásio Paulo Sarasate é um ginásio brasileiro, localizado em Fortaleza, Ceará. Pertence à Prefeitura Municipal de Fortaleza. Nele funciona a Secretaria de Esporte e Lazer de Fortaleza, órgão responsável por sua administração. Possui capacidade atual total para 15.100 espectadores, sendo 7.308 lugares na arquibancada superior, 6.475 lugares nas cadeiras e 40 lugares reservados para PCD.

### Arena Castelão
O Estádio Governador Plácido Castelo, também conhecido como Arena Castelão, ou simplesmente Castelão, é um estádio de futebol brasileiro localizado em Fortaleza, Ceará, e inaugurado em 1973. Sua capacidade atual é de até 63.903 espectadores. Está entre os 60 maiores estádios do mundo, é o quarto maior do Brasil e o maior do Norte/Nordeste. É o primeiro estádio da América do Sul a obter a certificação ambiental Led.

### Estádio Presidente Vargas
O Estádio Presidente Vargas, mais conhecido como PV, é um estádio de futebol brasileiro localizado em Fortaleza, capital do estado do Ceará, Brasil. Sedia principalmente os jogos de Ceará, Ferroviário, Fortaleza, Tiradentes, Uniclinic, além times como Maguary, América, Calouros do Ar e Terra e Mar. Está localizado na Rua Marechal Deodoro da Fonseca, 1187, no bairro Benfica.

## Clubes desportivos

### Clubes de Desporto olímpico
| Nome Completo                             | Nome                                      | Fundação               | Detalhe                          |
| ----------------------------------------- | ----------------------------------------- | ---------------------- | -------------------------------- |
| Ceará Country Club                        | Ceará Country                             | 23 de abril de 1924    |                                  |
| Associação Atlética Cenecista             | Cenecista                                 | 31/01/1974             |                                  |
| Club Cearense                             | Club Cearense                             | 7 de setembro de 1867  | extinto em 1901                  |
| Clube de Regatas Barra do Ceará           | Clube de Regatas                          | 14/12/1967             |                                  |
| Clube Iracema                             | Clube Iracema                             | 1884                   |                                  |
| Clube de Tiro Gun House                   | Tiro Gun House                            | 25 de junho de 1996    |                                  |
| Clube do Vaqueiro de Fortaleza            | Clube do Vaqueiro                         | 5 de maio de 1983      |                                  |
| Clube do Vôlei                            | Clube do Vôlei                            | 13/04/1984             |                                  |
| Clube dos Diários de Fortaleza            | Clube dos Diários                         | 23 de março de 1913    |                                  |
| Clube Iracema                             | Clube Iracema                             | 28/06/1884             |                                  |
| Departamento Esportivo da Fênix Caixeiral | Departamento Esportivo da Fênix Caixeiral | 1949                   | A equipe da Rua Guilherme 648    |
| Iate Clube de Fortaleza                   | Iate Clube                                | 1 de maio de 1954      |                                  |
| Associação Atlética do IBESC              | IBESC                                     | 20 de julho de 1972    |                                  |
| Ícaro Clube                               | Ícaro Clube                               | 22/07/1950             |                                  |
| Ideal Clube                               | Ideal Clube                               | 07/09/1931             |                                  |
| Jockey Club Cearense                      | Jockey Club                               | 5 de agosto de 1947]]  | Mudou-se para Caucaia em 2008    |
| Marreco Tênis Clube                       | Marreco Tênis                             | 1979                   |                                  |
| Rotary Club de Fortaleza                  | Rotary                                    | 07/05/1934             | O primeiro clube Rotary do Ceará |
| Skal Clube de Fortaleza                   | Skal                                      | 22 de setembro de 1979 |                                  |
| Suerdieck Atlético Cearense               | Suerdieck                                 | 1 de maio de 1949      |                                  |
| Clube do Advogado                         | Clube do Advogado                         | 23/01/1968             |                                  |
| Crossover                                 | Crossover                                 |                        |                                  |
| FAMETRO                                   | FAMETRO                                   | 20 de junho de 2000    |                                  |

## Clubes desportivos cearense que participam de campeonatos nacionais
Clubes desportivos cearense que participam de campeonatos nacionais estão listados a seguir.
- Série A do Campeonato Brasileiro de Futebol Masculino (edição de 2024) — Fortaleza
- Série B do Campeonato Brasileiro de Futebol Masculino (edição de 2024) — Ceará
- Série C do Campeonato Brasileiro de Futebol Masculino (edição de 2024) - Ferroviário e Floresta
- Série D do Campeonato Brasileiro de Futebol Masculino (edição de 2024) — Atlético Cearense, Iguatu e Maracanã.
- Série A2 do Campeonato Brasileiro de Futebol Feminino (edição de 2024) — Ceará e  Fortaleza
- Campeonato Brasileiro de Basquete (edição de 2023-24) — Basquete Cearense